# Африканская лопастная черепаха
Африканская лопастная черепаха (лат. Cyclanorbis elegans) — вид черепах из семейства трёхкоготных черепах. Считается, что она обитала от Западной Африки на восток через Центральную Африку до Южного Судана, хотя она была истреблена на большей части своего ареала.

## Распространение
Исторически африканская лопастная черепаха обладала большим ареалом, охватывавшим Западную Африку (Бенин, Гана, Нигерия, Того) на восток через Центральноафриканскую Республику, Чад, Эфиопию и Судан. В 2017 году одиночная популяция была обнаружена в водно-болотных угодьях Белого Нила в Южном Судане профессором Лукой Луизелли и его командой; это открытие было опубликовано в статье 2019 года. В 2021 году еще одна популяция была обнаружена вдоль тех же водно-болотных угодий, но на севере Уганды (недалеко от границы с Южным Суданом); вид ранее не был зарегистрирован в этой области.
В базе данных по биоразнообразию iNaturalist было зарегистрировано несколько наблюдений «исследовательского уровня» — то есть с четкими фотографическими доказательствами и координатами GPS — C. elegans в период с апреля 2022 года по май 2024 года; большая часть этих наблюдений имела место в районе Саламата (Чад), в то время как другие произошли в Западной Гондже (Гана), и Тангуите (Бенин).

## Описание
Нубийская черепаха с панцирем может достигать длины до 70 см.

## Угрозы и охрана
Значительная часть ареала африканской лопастной черепахи находится в очень политически нестабильных и неспокойных районах, что приводит к потере среды обитания из-за ситуаций, связанных с местными стычками, пртивопехотными минами и большей потребностью в воде местных вооруженных сил и гражданских лиц. Кроме того, особенно во время войны, на черепах могут охотиться ради мяса. Известно, что некоторые китайские экспатрианты в Африке предлагают довольно большие суммы денег бедным рыбакам в обмен на поимку этих черепах, поскольку они ценятся как в качестве пищи, так и в китайской медицине. Некоторые из пойманных черепах затем экспортируются в Азию. Рыбаки из Бари в Южном Судане обладают обширными знаниями об африканской лопастной черепахе, включая естественную историю, образ жизни и репродуктивные модели, а также места гнездования, которые могут оказаться полезными в будущих и текущих усилиях по сохранению вида.